# 萊茵峽谷

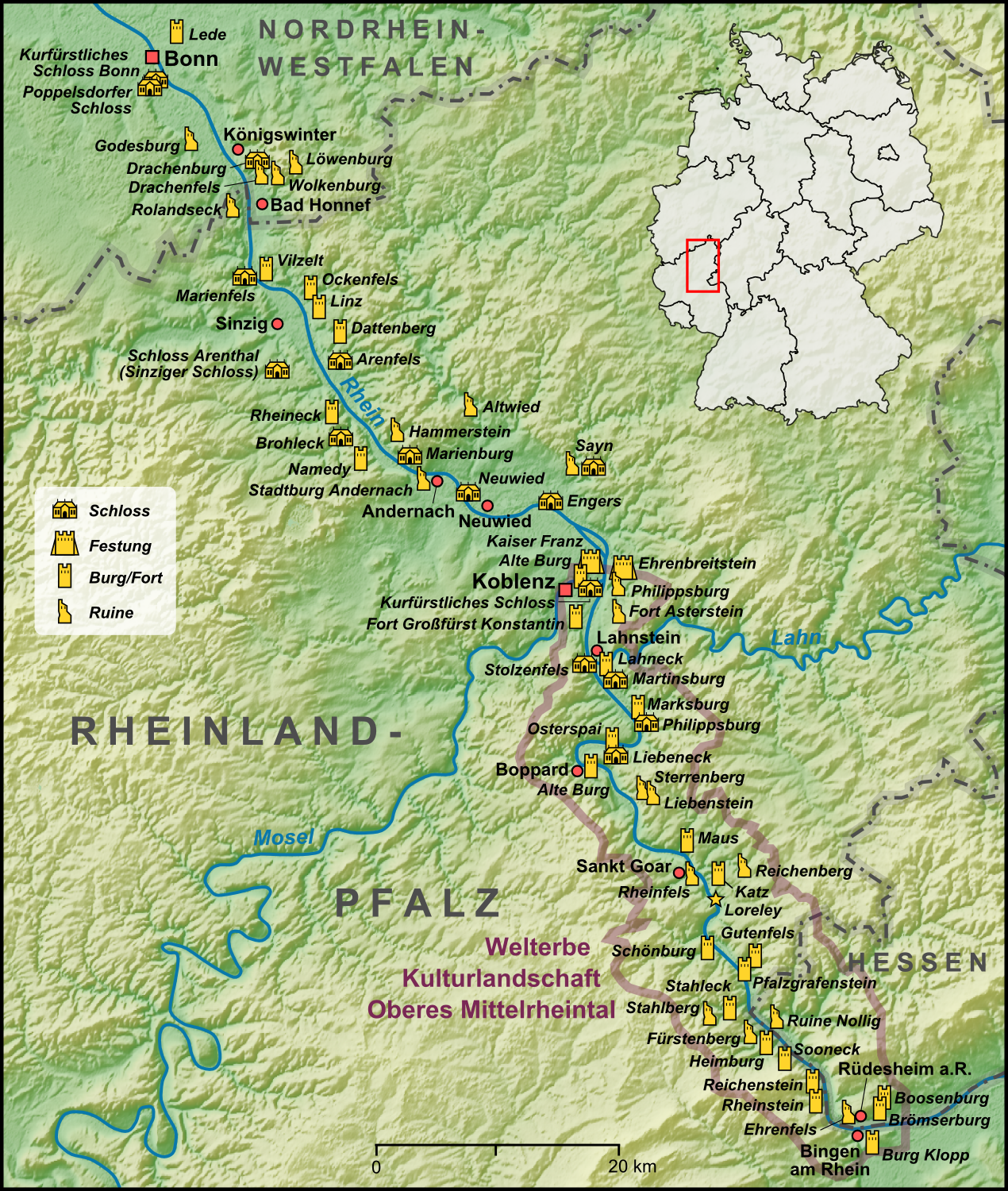
上中莱茵河谷地图

上中萊茵河谷（德語：Oberes Mittelrheintal），又称萊茵峽谷（英語：Rhine Gorge），一般是指萊茵河中上游河谷，大約是德國科布伦茨與賓根之間的65公里河道。2002年6月，獲聯合國教科文組織列入世界遺產。
該地區的岩石可追溯至泥盆紀時期，以沉積岩石板為主。之後地形改變，罗蕾莱河流峽谷逐漸出現。
萊茵峽谷山坡盛行梯田農業，以種植葡萄為主。
自史前時代開始，萊茵河一直是進入歐洲中部重要的貿易路線。許多城堡紛紛於兩岸建造，河谷之後成為神聖羅馬帝國的核心區域。19世紀，萊茵峽谷成為普魯士的一部分。
萊茵河有許多民間傳說。一年一度的萊茵河節日包括聖戈阿爾和科布伦茨慶典。